# Mola d'Estat
La Mola d'Estat és un tossal de 1.127 m d'altitud a les muntanyes de Prades, a cavall dels municipis de Vimbodí i Poblet (Conca de Barberà) i Prades (Baix Camp). Com a fet característic d'aquest tossal, hi ha tres creus metàl·liques clavades a la roca, a frec del cingle, anomenades popularment "les Tres Creus", en una zona que ofereix impressionants vistes de la vall del riu Brugent i de les muntanyes de Prades. Està a uns 2,7 km, per pistes forestals, del refugi dels Cogullons. S'hi accedeix pel sender de gran recorregut GR-171, que hi passa a tocar.
Aquest cim està inclòs al llistat dels 100 cims de la FEEC.
Resseguint la carena en direcció a llevant, a uns 400 metres, s'arriba a l'indret anomenat Taula dels Quatre Batlles, on convergeixen, a més dels anteriors, els termes municipals de Montblanc (Conca de Barberà) i Mont-ral (Alt Camp). Diu la tradició que, quan calia fer una tallada de pins, els quatre batlles es reunien en aquest indret per a pactar els termes de la tala, ja que alguns boscos eren compartits. El camí-pista gira cap al nord i els cingles de la mola perden altivesa. A uns 350 m apareix un vèrtex geodèsic (número 263129001) amb una altitud de 1.116 m, i 200 m més enllà s'arriba al punt anomenat mola dels Quatre Termes, amb una altitud de 1.118 metres.